# 1-я Србацкая лёгкая пехотная бригада
1-я Србацкая лёгкая пехотная бригада (серб. Прва Србачка лака пешадијска бригада) — пехотная бригада Войска Республики Сербской.

## История
Образована 7 июня 1992 в местечке Мали-Ситнеши, принятие присяги солдатами состоялось на футбольном поле. Участвовала в Боснийской войне: защищала участок границы протяжённостью 42 км на реке Саве, также организовывала «коридор жизни» в рамках одноимённой операции. Через ряды бригады прошли 3338 человек, из них 136 погибли на войне.

## Память
Бригада указом Президента Республики Сербской была награждена медалью Петра Мрконича за честную и отважную борьбу. Ей же певец Остоя Янкович посвятил песню. В 2011 году в 19-ю годовщину председатель Объединения ветеранов войны из Србаца Душко Митрич подарил каждому из ветеранов книгу «Србацкая лёгкая бригада в отечественной войне» (серб. Srbačka laka brigada u otadžbinskom ratu), описывающую историю бригады.